# Иван Божић
Иван Божић (Макарска, 23. април 1915 — Београд, 20. август 1977) био је српски историчар.

## Биографија
Рано детињство је провео у Прчњу а школовао се у Дубровнику, где је 1934. завршио класичну гимназију. Студирао је историју на Филозофском факултету у Београду (1934 — 1938). Био је библиотекар, затим од 1940. асистент на Катедри за општу историју средњег века и помоћне историјске науке. У послератник годинама је радио на Филозофском факултету као предавач, а кад је 1951. докторирао дисертацијом Дубровник и Турска у XIV и XV (објављена као књига 1952) изабран је за доцента, касније за ванредног па за редовног професора. Радио је годину дана (1953/54) у Паризу као лектор држећи на универзитету курсеве о језику и култури Јужних Словена. Годину дана касније провео је у Венецији истражујући у архивама и библиотекама. Био је декан Филозофског факултета у Београду, председник Савеза историчара Србије и Југославије, уредник часописа и организатор бројних публикација и научних скупова. Изабран је за редовног члана Црногорске академије наука и умјетности и за дописног члана Српске академије наука и уметности.
Божић је својим обимним делом ствараним у току четири деценије у више праваца унапредио српску историографију у другој половини XX века. У првом периоду рада био је заокупљен темама из унутрашње историје Дубровника и односа балканских држава према Турцима у време њихових великих освајања. Тематику је заокружио дисертацијом о Дубровнику и Турској мада се појединим питањима из ове тематике враћао и касније. Друго поље на коме је Божић истрајно и систематски радио чинили су аграрни односи. Почео је са целином српске државе у књизи Доходак царски. Поводом 198. члана Душановог законика (1956), затим расправама о племенитој баштини (Коњ добри и оружје, 1956), Параспору (1956) а касније се сузио на области Зете и северне Албаније. Значајне новине је унео не само захваљујући млетачкој архивској грађи, него и захваљујући друкчијем репертоару постављених питања заснованом на савременој социјалној историји. Значајне је продоре начинио у проучавању катуна, племена, ситног племства у појединим жупама и у планинским областима у залеђу приморских градова. Знатан део студија о аграрним и друштвеним односима сабран је и прештампан у постхумно објављеној књизи Немирно Поморје XV века (1979).
Као и други историчари његове генерације и Божић је резултате свога рада најрадије саопштавао у облику расправе. Врло је успешан био у писању општих прегледа и учествовао је у изради већине колективних дела почев од Историје народа Југославије (1953), преко Историје Југославије (1972, 1974, 1984) до Историје српског народа (II, 1982). Највећи подвиг и по обиму и по количини новина представља његов други део књиге Историје Црне Горе (II/2, 1970), у којој је период 1386 — 1496. Писао је уџбенике за основне и средње школе и на тај начин помогао да се подигне ниво наставе историје. Историја хуманизма у приморским градовима била је Божићева омиљена тема током читавог стваралаштва. Писао је студије о Ксенофону Филелфу и Филипу де Диверсису, чији је опис Дубровника превео на српски језик, адаптирао је дубровачке комедиографе и помогао да изађу на позорницу. Био је веома предан наставничком раду, помагао је развој младих научних кадрова, унапредио наставу помоћних историјских наука. Велики утицај на студенте вршила су (и даље врше) његова умножена предавања из дипломатике и хронологије.

## Дела
- Божић, Иван (1948). „Херцеговачки санџак-бег Ајаз”. Зборник Филозофског факултета. Београд. 1: 63—84.
- Божић, Иван (1949). „Економски и друштвени развитак Дубровника у XIV-XV веку”. Историски гласник. 2 (1): 21—61.
- Божић, Иван (1950). „О положају Зете у држави Немањића”. Историски гласник. 3 (1-2): 97—122.
- Јанковић, Драгослав; Божић, Иван (1950). „Основни проблеми српске историје у периоду средњовековних српских држава”. Историски гласник. 3 (3-4): 93—105.
- Божић, Иван (1952). Дубровник и Турска у XIV и XV веку. Београд: Научна књига.
- Божић, Иван (1953). „О јуриздикцији Которске дијецезе у средњевековној Србији”. Споменик САН. 103: 11—16.
- Божић, Иван (1956). Доходак царски (поводом 198 члана Душановог законика Раковачког рукописа). Београд: Научно дело.
- Божић, Иван; Павићевић, Бранко; Синдик, Илија (1959). Паштровске исправе XVI-XVIII вијека. Цетиње: Државни архив.
- Божић, Иван (1960). „Средњовековни Паштровићи”. Историски часопис. 9—10 (1959): 151—185.
- Божић, Иван (1962). „Млечани према наследницима херцега Стевана”. Зборник Филозофског факултета. Београд. 6 (2): 113—129.
- Божић, Иван (1963). „Превлака - Tumba”. Зборник Филозофског факултета. Београд. 7 (1): 197—211.
- Божић, Иван (1964). „О Дукађинима”. Зборник Филозофског факултета. Београд. 8: 385—427.
- Божић, Иван (1970). „Доба Балшића (други део)” (PDF). Историја Црне Горе. 2 (2). Титоград: Редакција за историју Црне Горе. стр. 49—133.
- Божић, Иван (1970). „Зета у Деспотовини” (PDF). Историја Црне Горе. 2 (2). Титоград: Редакција за историју Црне Горе. стр. 135—275.
- Божић, Иван (1970). „Владавина Црнојевића” (PDF). Историја Црне Горе. 2 (2). Титоград: Редакција за историју Црне Горе. стр. 277—370.
- Božić, Ivan; Ćirković, Sima; Ekmečić, Milorad; Dedijer, Vladimir (1972). Istorija Jugoslavije (1. изд.). Beograd: Prosveta.
- Božić, Ivan; Ćirković, Sima; Ekmečić, Milorad; Dedijer, Vladimir (1973). Istorija Jugoslavije (2. изд.). Beograd: Prosveta.
- Dedijer, Vladimir; Božić, Ivan; Ćirković, Sima; Ekmečić, Milorad (1974). History of Yugoslavia. New York: McGraw-Hill Book Company.
- Божић, Иван (1979). Немирно Поморје XV века. Београд: Српска књижевна задруга.
- Божић, Иван (1982). „Потискивање православља”. Историја српског народа. 2. Београд: Српска књижевна задруга. стр. 278—288.
- Божић, Иван (1982). „Распад млетачког система у Приморју”. Историја српског народа. 2. Београд: Српска књижевна задруга. стр. 403—413.
- Божић, Иван (1983). „Албанија и Арбанаси у XIII, XIV и XV веку”. Глас САНУ. 334 (3): 13—116.